# Ponga
Ponga é um concelho (município) da Espanha na província e Principado das Astúrias. Tem 205,98 km² de área e em 2019 tinha 586 habitantes (densidade: 2,8 hab./km²).

## Demografia
| Variação demográfica do município entre 1991 e 2004 | Variação demográfica do município entre 1991 e 2004 | Variação demográfica do município entre 1991 e 2004 | Variação demográfica do município entre 1991 e 2004 |
| --------------------------------------------------- | --------------------------------------------------- | --------------------------------------------------- | --------------------------------------------------- |
| 1991                                                | 1996                                                | 2001                                                | 2004                                                |
| 901                                                 | 788                                                 | 701                                                 | 701                                                 |